# Burton Latimer
Burton Latimer ist eine Stadt und eine Verwaltungseinheit in der Unitary Authority North Northamptonshire in England. Burton Latimer ist 19,1 km von Northampton entfernt. Im Jahr 2001 hatte sie 6740 Einwohner. Burton Latimer wurde 1086 im Domesday Book als Burtone erwähnt.

## Persönlichkeiten
- Joseph Hutchinson (1902–1988), Botaniker und Landwirtschaftsexperte